# The Children's Hour
The Children's Hour is een film uit 1961 onder regie van William Wyler. De film is gebaseerd op het stuk van Lillian Hellman, dat een eerste keer werd verfilmd in 1936 door Wyler onder de titel These Three.
De film werd gedraaid in zwart-wit en kreeg vijf oscarnominaties.

## Verhaal
Karen en Martha zijn twee uitbaters van een internaat voor meisjes. Wanneer deze school eindelijk populair begint te worden, probeert een leerling de twee vrouwen zwart te maken door een homoseksuele relatie tussen de twee te suggereren.

## Rolverdeling
| Acteur              | Personage              |
| ------------------- | ---------------------- |
| Audrey Hepburn      | Karen Wright           |
| Shirley MacLaine    | Martha Dobie           |
| James Garner        | Dokter Joe Cardin      |
| Miriam Hopkins      | Mevrouw Lily Mortar    |
| Fay Okell Bainter   | Mevrouw Amelia Tilford |
| Karen Balkin        | Mary Tilford           |
| Veronica Cartwright | Rosalie Wells          |

## Oscars
De film werd vijf keer genomineerd voor een Academy Award in 1962. De film won er geen:
- Academy Award voor Beste Vrouwelijke Bijrol (Fay Okell Bainter)
- Academy Award voor Beste Decoratie (Fernando Carrere & Edward G. Boyle)
- Academy Award voor Beste Kostuumontwerp (Dorothy Jeakins)
- Academy Award voor Beste Camerawerk (Franz Planer)
- Academy Award voor Beste Geluid (Gordon Sawyer)